# Xyala macramphis
Xyala macramphis is een rondwormensoort uit de familie van de Xyalidae.